# Casimir II de Polònia

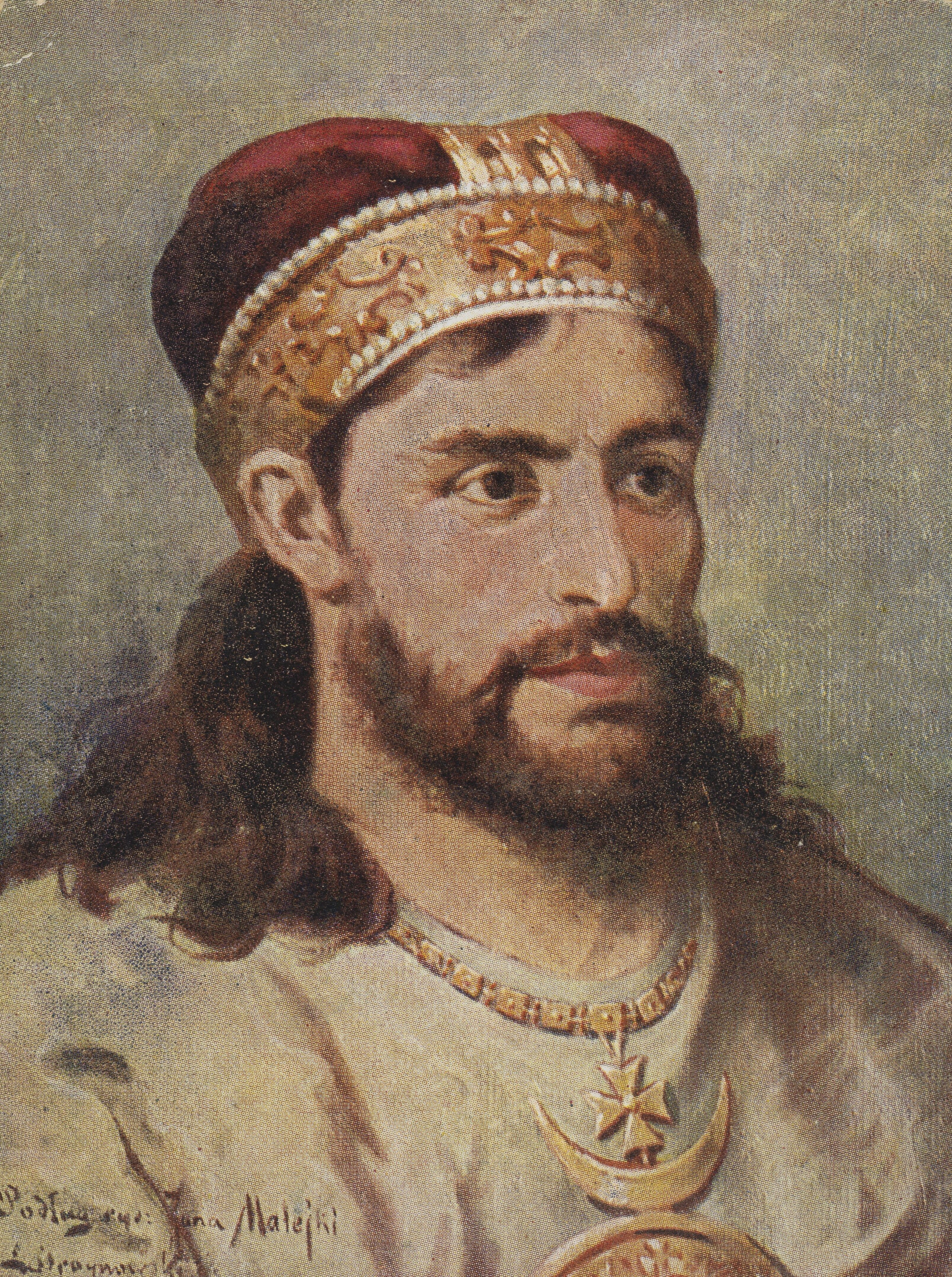
Casimir II de Polònia

Casimir II el Just (en polonès: Kazimierz II Sprawiedliwy; 1138 - 5 de maig de 1194), de la Dinastia Piast, era el fill més jove de Boleslau III de Polònia i Salomé de Berg, filla d'Enric, duc de Berg. Regnava com a duc de Cracòvia i príncep de Polònia des de 1177 fins a la seva mort.
Nascut poc abans o després de la mort del seu pare, i omès (possiblement per aquesta raó) per Boleslau quan va dividir el regne entre els quatre germans més grans que Casimir, començava a assegurar les bases una futura reclamació. El 1167, heretava del seu germà Enric de Sandomierz, el ducat de Wiślica, i el 1173 obtenia el de Sandomierz.
El 1177, una rebel·lió dels barons de Petita Polònia contra Miecislau III el Vell encapçalada per Gedko, el bisbe de Cracòvia. conduïen a l'elevació de Casimir al tron ducal de Cracòvia i al de Gran Polònia per Odó I de Gran Polònia, i Miecislau s'exilià a Racibórz (Bohèmia) el 1179. Per acabar els conflictes interns dins de l'estat polonès descentralitzat, Casimir distribuïa terres entre els seus nebots: Poznań per Odó, fill de Miecislau; Cuiàvia a Leszek; Silèsia a Boleslau l'Alt; Bytom, Racibórz, Owicim, i Oświęcim a Miecislau IV; i Głogów a Conrad I. Boguslau I de Pomerània, rebent poc suport d'una Polònia dividida, es feia vassall d'Enric el Lleó.
El 1180, Casimir organitzava una assemblea de nobles a Łęczyca. Concedia privilegis als nobles i a l'Església, instaurant un impost sobre els beneficis del clergat i renunciant als seus drets sobre les terres de bisbes morts. Gràcies a aquests actes, guanyava l'acceptació del principi de successió hereditària a Cracòvia, encara que es tardaria més d'un segle per restaurar el regne polonès. Miecislau després de ser desterrat a Racibórz es va dirigir a l'emperador Frederic per demanar ajuda per recuperar el tron de Cracòvia, però Casimir reconegué la sobirania imperial perdent Pomerània occidental, i Mieceslau va anar a Pomerània, on rebé ajuda per tornar a Gniezno el 1181 i recuperar el poder a la Gran Polònia, Va cedir el govern de Cracòvia a un dels seus fills, Miecislau el Jove, però Casimir va recuperar ràpidament Cracòvia i va capturar al príncep, que va ser alliberat per estar amb el seu pare.
Casimir moria inesperadament en un banquet, probablement d'emmetzinament. Era succeït a Cracòvia pel seu fill Leszek el Blanc. Deixava un altre fill, Conrad.